# Kinderspiel des Jahres
Le Kinderspiel des Jahres (Jeu pour enfant de l'année en allemand) est un prix directement issu du prestigieux Spiel des Jahres pour les jeux de société. Le prix a été créé en 2001 mais est attribué depuis 1989 comme prix spécial.
Le prix est décerné par un jury composé de journalistes spécialisés dans le domaine de l'enfance. Les évaluations se font essentiellement sur base du plaisir de jouer tant pour l'enfant de moins de huit ans que pour ses frères et sœurs aînés et ses parents.

## Jeux récompensés
Voici la liste des derniers jeux ayant gagné le Kinderspiel des Jahres :

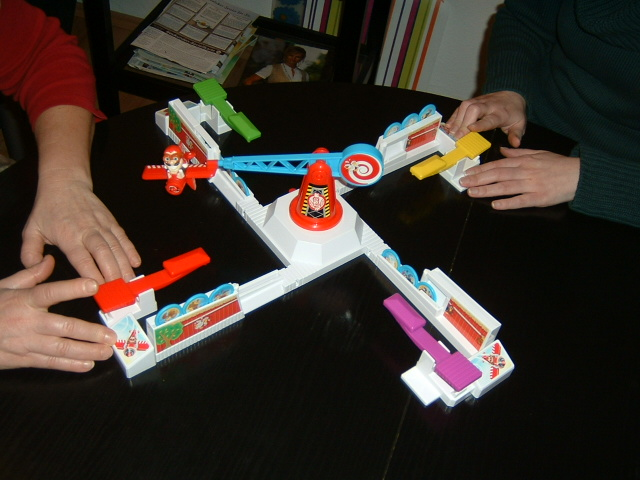
Le Fou volant (1994)

| Année | Jeu                                                | Auteur(s)                              | Éditeur                      |
| ----- | -------------------------------------------------- | -------------------------------------- | ---------------------------- |
| 1989  | Gute Freunde                                       | Alex Randolph                          | Selecta                      |
| 1990  | Château hanté Das Geisterschloß                    | Virginia Charves                       | Ravensburger F.X. Schmid     |
| 1991  | Corsaro                                            | Wolfgang Kramer                        | Herder Spiele                |
| 1992  | Schweinsgalopp                                     | Heinz Meister                          | Ravensburger Abacus          |
| 1993  | Ringel Rangel                                      | Geni Wyss                              | Haba                         |
| 1994  | Le Fou volant Looping Louie                        | Carol Wiseley                          | MB                           |
| 1995  | Karambolage                                        | Heinz Meister                          | Haba                         |
| 1996  | Animazoo Vier zu mir!                              | Heike Baum Wolfgang A. Lehmann         | ASS                          |
| 1997  | Larguez les amarres ! Leinen los!                  | Alex Randolph                          | Haba                         |
| 1998  | Pique Plume Zicke Zacke Hühnerkacke                | Klaus Zoch                             | Gigamic Zoch                 |
| 1999  | Kayanak                                            | Peter-Paul Joopen                      | Haba                         |
| 2000  | Arbos                                              | Armin Müller Martin Arnold             | M+A Spiele                   |
| 2001  | Klondike                                           | Stefanie Rohner Christian Wolf (en)    | Haba                         |
| 2002  | Le Bal masqué des coccinelles Maskenball der Käfer | Peter-Paul Joopen                      | Selecta                      |
| 2003  | Viva Topo!                                         | Manfred Ludwig                         | Selecta                      |
| 2004  | L'Escalier hanté Geistertreppe                     | Michelle Schanen                       | Drei Magier Spiele           |
| 2005  | Das kleine Gespenst                                | Kai Haferkamp                          | Kosmos                       |
| 2006  | À l'abordage Der schwarze Pirat                    | Guido Hoffmann                         | Haba                         |
| 2007  | Beppo der Bock                                     | Peter Schackert Klaus Zoch             | Oberschwäbische Magnetspiele |
| 2008  | Wer war's ?                                        | Reiner Knizia                          | Ravensburger                 |
| 2009  | Le Labyrinthe magique Das magische Labyrinth       | Dirk Baumann                           | Drei Magier Spiele           |
| 2010  | Diego Dent de dragon Diego Drachenzahn             | Manfred Ludwig                         | Haba                         |
| 2011  | Da ist der Wurm drin                               | Carmen Kleinert                        | Zoch                         |
| 2012  | Attrape fantômes Schnappt Hubi!                    | Steffen Bogen                          | Ravensburger                 |
| 2013  | La tour enchantée Der verzauberte Turm             | Inka Brand Markus Brand                | Drei Magier Spiele           |
| 2014  | Geister, Geister, Schatzsuchmeister!               | Brian Yu                               | Mattel Games                 |
| 2015  | Gare à la toile Spinderella                        | Roberto Fraga                          | Gigamic Zoch                 |
| 2016  | L’âge de pierre Junior Stone Age Junior            | Marco Teubner                          | Filosofia Hans im Glück      |
| 2017  | Ice Cool                                           | Brian Gomez                            | Atalia                       |
| 2018  | Trésor de Glace                                    | Lena Burkhardt Günter Burkhardt        | Haba                         |
| 2019  | La vallée des vikings                              | Marie Fort Wilfried Fort               | Haba                         |
| 2020  | Roulapik                                           | Urtis Šulinskas                        | Lifestyle Boardgames Gigamic |
| 2021  | Dragomino                                          | Bruno Cathala Marie Fort Wilfried Fort | Pegasus Press Blue Orange    |
| 2022  | La Colline aux Feux Follets                        | Bernhard Weber Jens-Peter Schliemann   | Gigamic                      |
| 2023  | Mysterieum Kids                                    | Antonin Boccara Yves Hirschfeld        | Libellud                     |
| 2024  | Clefs Magiques                                     | Arno Steinwende Markus Slawitscheck    | Happy Baobab                 |